# Тикоа
Тѝкоа (на английски: Tekoa) е град в окръг Уитман, щата Вашингтон, САЩ. Тикоа е с население от 826 жители (2000) и обща площ от 2,9 km². Намира се на 772 m надморска височина. ЗИП кодът му е 99033, а телефонният му код е 509.